# Campionato lettone di calcio
Il campionato lettone di calcio ha come primo livello la Virslīga.
Questa è formata da un girone all'italiana di dieci squadre. Tutte le squadre si affrontano tre volte, per un totale di ventisette partite. Al termine del campionato l'ultima retrocede in 1. Līga, il secondo livello nazionale, mentre la penultima spareggia con la seconda classificata della1. Līga.
La squadra più titolata del massimo campionato è lo Skonto Riga, che, vincendo tredici titoli consecutivi, ha stabilito un record.
La vincitrice del campionato si qualifica per il secondo turno preliminare di Champions League, mentre la seconda e la terza classificata partecipano al primo turno preliminare della UEFA Europa League. Alla medesima manifestazione partecipa anche la vincitrice della coppa nazionale, che però accede al secondo turno preliminare.

## Attuale sistema
Ai primi quattro livelli troviamo:
| Livelli | Divisioni | Divisioni | Divisioni | Divisioni | Divisioni |
| ------- | --- | --- | --- | --- | --- |
| 1       | Virslīga 10 club L'ultima retrocessa, la penultima spareggia con la seconda classificata della 1. Līga                                       | Virslīga 10 club L'ultima retrocessa, la penultima spareggia con la seconda classificata della 1. Līga                                       | Virslīga 10 club L'ultima retrocessa, la penultima spareggia con la seconda classificata della 1. Līga                                       | Virslīga 10 club L'ultima retrocessa, la penultima spareggia con la seconda classificata della 1. Līga                                       | Virslīga 10 club L'ultima retrocessa, la penultima spareggia con la seconda classificata della 1. Līga                                       |
| 2       | 1. Līga 14 club 1 promozione diretta + 1 squadra spareggia con la penultima della Virslīga; le ultime due classificate retrocesse in 2. Līga | 1. Līga 14 club 1 promozione diretta + 1 squadra spareggia con la penultima della Virslīga; le ultime due classificate retrocesse in 2. Līga | 1. Līga 14 club 1 promozione diretta + 1 squadra spareggia con la penultima della Virslīga; le ultime due classificate retrocesse in 2. Līga | 1. Līga 14 club 1 promozione diretta + 1 squadra spareggia con la penultima della Virslīga; le ultime due classificate retrocesse in 2. Līga | 1. Līga 14 club 1 promozione diretta + 1 squadra spareggia con la penultima della Virslīga; le ultime due classificate retrocesse in 2. Līga |
| 3       | 2. Līga Est 8 club Prima classificata promossa in 1. Līga                                                                                    | 2. Līga Est 8 club Prima classificata promossa in 1. Līga                                                                                    | 2. Līga Est 8 club Prima classificata promossa in 1. Līga                                                                                    | 2. Līga Ovest 8 club Prima classificata promossa in 1. Līga                                                                                  | 2. Līga Ovest 8 club Prima classificata promossa in 1. Līga                                                                                  |
| 4       | 3. Līga Ovest 8 club | 3. Līga Centro 10 club | 3. Līga Nord Ovest 5 club | 3. Līga Nord Est 5 club | 3. Līga Est 9 club |